# Lauru Lahewa
Lauru Lahewa is een bestuurslaag in het regentschap Nias Utara van de provincie Noord-Sumatra, Indonesië. Lauru Lahewa telt 301 inwoners (volkstelling 2010).